# Irlandia na Letnich Igrzyskach Paraolimpijskich 1968
Irlandia na Letnich Igrzyskach Paraolimpijskich 1968 w Tel Awiwie reprezentowało 7 zawodników, 5 mężczyzn i 2 kobiet. Reprezentacja Irlandii zajęła 19 miejsce w klasyfikacji medalowej i zdobyła 9 medali: 4 srebrne i 5 brązowych.